# Elizabeth Stoddard

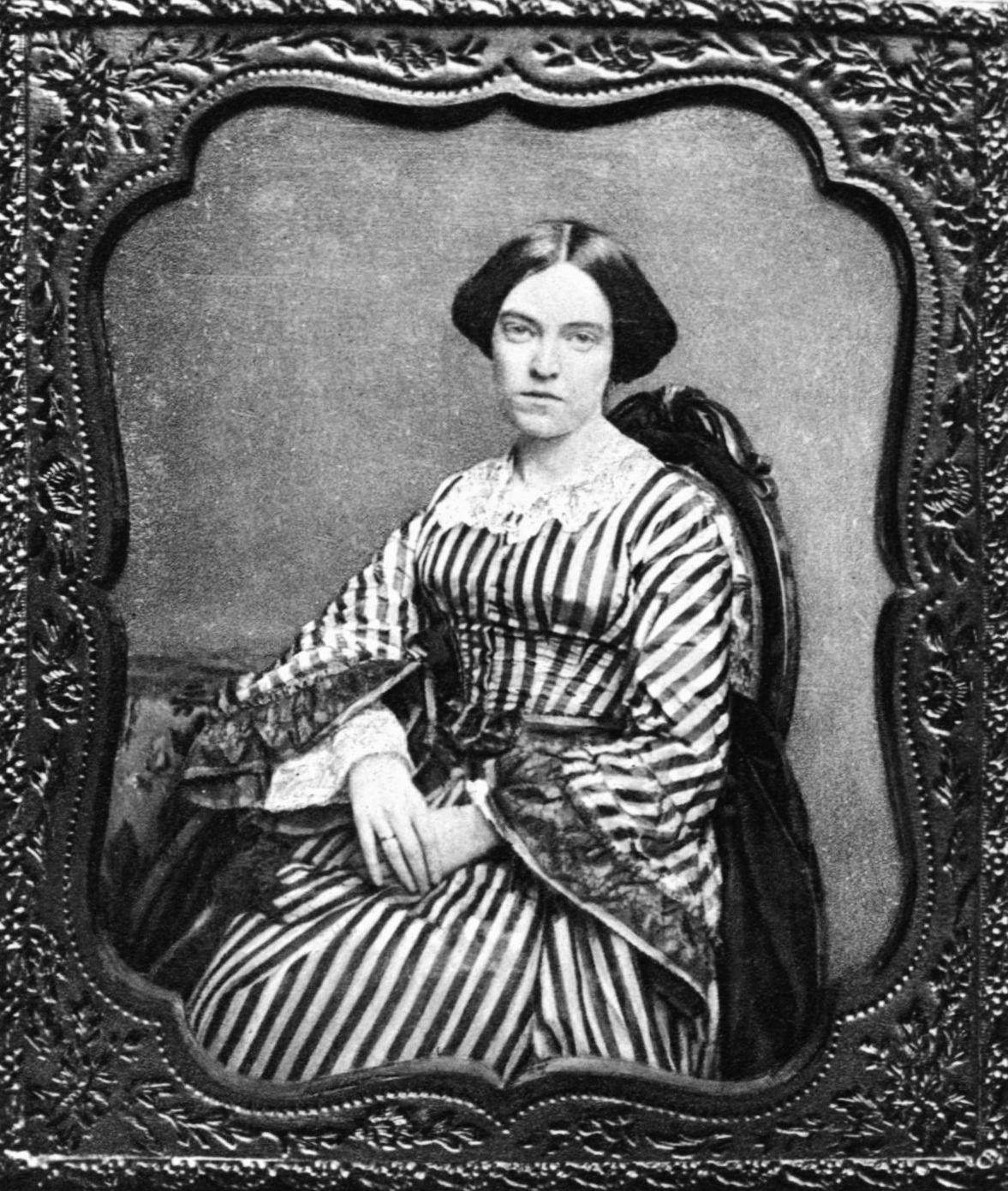
Elizabeth Drew Stoddard

Elizabeth Drew Stoddard, geboortenaam Barstow (Mattapoisett, 6 mei 1823 - 1 augustus 1902), was een Amerikaanse dichter en romanschrijver. Zij was de echtgenote van de dichter, criticus en uitgever Richard Henry Stoddard.
Stoddard is nu het best bekend als de auteur van The Morgesons (1862), de eerste van haar drie romans. Haar andere twee romans zijn Two Men (1865) en Temple House (1867). Stoddard was ook een productief schrijver van korte verhalen, verhalen voor kinderen, gedichten, essays, reisverhalen en journalistieke stukken. Stoddard weigerde zich neer te leggen bij wat in haar tijd traditioneel van een vrouw verwacht werd. Heel haar leven worstelde ze om een evenwicht te vinden tussen deze eisen en wat ze als passionele en intellectuele vrouw zelf met haar leven wilde doen. 